# Robert Owen Jones
Sir Robert Owen Jones, KBE, CB, AFC, FRAeS (* 19. April 1901; † 13. Oktober 1972) war ein britischer Luftwaffenoffizier der Royal Air Force, der zuletzt im Range eines Generalleutnants (Air Marshal) zwischen 1952 und 1956 Inspizient der Luftwaffe für das Ingenieur- und Ausrüstungswesen war.

## Leben
Jones absolvierte zunächst ein grundständiges Studium, das er mit einem Bachelor of Arts abschloss. Ein Maschinenbaustudium am Imperial College of Science, Technology and Medicine beendete er mit einem Diplom. Am 3. Januar 1924 trat er als Zeitsoldat (Short Service Commission) in die Royal Air Force ein und begann am 12. Januar 1924 seine Pilotenausbildung an der No 4 Flying Training School. Dort erfolgte am 3. Juli 1924 seine Beförderung zum Leutnant (Pilot Officer), woraufhin er am 8. März 1925 zum Stab des Luftwaffendepots in Britisch-Indien versetzt und dort am 3. August 1925 zum Oberleutnant (Flying Officer) befördert wurde. Am 15. Oktober 1925 wechselte er als Pilot zur No 27 Squadron RAF sowie am 18. September 1926 als Berufssoldat (Permanent Commission) in die RAF übernommen und begann zugleich einen Ingenieurlehrgang für Offizier beim Home Aircraft Depot. Zum 1. Januar 1929 begann er einen weiteren Lehrgang an der University of Cambridge und gehörte der dortigen Fliegerstaffel (Cambridge University Air Squadron) überplanmäßig an, wo am 20. März 1929 auch seine Beförderung zum Hauptmann (Flight Lieutenant) erfolgte. Daraufhin folgte ab dem 1. Oktober 1930 der Besuch eines weiteren Studiengangs an der Universität London sowie im Anschluss ab dem 17. Juli 1931 ein Sondereinsatz bei der Royal Aircraft Establishment (RAE), der Forschungs- und Entwicklungsinstitution der Luftwaffe.
Nach dem Besuch des RAF Staff College, Andover vom 22. Januar 1934 bis zum 9. Februar 1935 wurde Jones Fliegerischer Kommandeur der No 39 Squadron RAF und erhielt dort am 1. August 1936 seine Beförderung zum Major (Squadron Leader). Anschließend wurde er am 7. Februar 1936 Kommandeur (Commanding Officer) der No 11 Squadron RAF, am 2. Januar 1939 mit dem Air Force Cross (AFC) ausgezeichnet sowie am 1. April 1939 zum Oberstleutnant (Wing Commander) befördert. Während des Zweiten Weltkrieges wurde er am 24. April 1940 zur Technischen Truppe der RAF versetzt und fungierte als stellvertretender Leiter der Technischen Abteilung der britischen Luftwaffenkommission in den USA. Während dieser Zeit wurde er am 1. Januar 1944 Companion des Order of the Bath (CB) und am 1. Dezember 1944 zum Oberst (Group Captain) befördert. Darüber hinaus wurde er nach Kriegsende am 15. März 1946 Commander des US-amerikanischen Legion of Merit und erhielt am 1. April 1948 auch seine Beförderung zum Brigadegeneral (Air Commodore).
Nach seiner Beförderung zum Generalmajor (Air Vice Marshal) am 1. Januar 1948 wurde er im April 1948 Leiter des Planungsstabes im Luftfahrtministerium (Air Ministry) und war als solcher für die Aufsicht der technischen Dienste zuständig. Im Anschluss wurde er am 25. Oktober 1948 Leitender Stabsoffizier SASO (Senior Air Staff Officer) des Luftwaffenreservekommandos sowie am 31. Dezember 1949 Kommandeur AOC (Air Officer Commanding) der No 24 (Training) Group. Zuletzt übernahm er am 12. September 1952 den Posten als  Inspizient der Luftwaffe für das Ingenieur- und Ausrüstungswesen (Controller of Engineering and Equipment) und bekleidete diesen bis zu seinem Eintritt in den Ruhestand am 31. Oktober 1956. Während dieser Zeit wurde Jones, der auch Mitglied der Institution of Mechanical Engineers (MIMechE) sowie Fellow der Royal Aeronautical Society (FRAeS) war am 1. Januar 1953 zum Generalleutnant (Air Marshal) befördert. Ebenfalls am 1. Januar 1953 wurde er zum Knight Commander des Order of the British Empire (KBE) geschlagen, woraufhin er den Namenszusatz „Sir“ führte.